# Semomesia sodalis
Semomesia sodalis är en fjärilsart som beskrevs av Hans Ferdinand Emil Julius Stichel 1919. Semomesia sodalis ingår i släktet Semomesia och familjen Riodinidae. Inga underarter finns listade i Catalogue of Life.